# John Rink
John Rink, né le 7 novembre 1957 à Pittsburgh, est un pianiste américain, professeur à l'Université de Cambridge et spécialiste de Frédéric Chopin.

## Biographie
Il est professeur de performance musicale et directeur d'études en musique à St John's College. Il a étudié à l'Université de Princeton, au King's College de Londres et à l'Université de Cambridge, où sa thèse portait sur l'évolution de la structure tonale dans les premières compositions de Chopin, ainsi que sa relation à l'improvisation. 
Il s'est spécialisé dans les champs de la performance musicale, de la théorie, de l'analyse et des études sur le XIXe siècle. Il a publié six livres aux presses universitaires de Cambridge, seul ou en collaboration, notamment avec Jim Samson, ainsi qu'avec Nicholas Cook. 
Il est aussi l'éditeur d'une série de cinq livres publiés par les presses universitaires d'Oxford en 2017, et intitulée Studies in musical performance as creative practice. Il a eu de nombreux étudiants en thèse. 
Ses domaines d'études principaux sont les suivants: la musique du XIXe siècle, essentiellement Chopin, Franz Lizst et Johannes Brahms, la performance, l'analyse musicale, l'improvisation, la théorie musicale, les applications numériques de la musicologie.

## Publications
- The practice of performance: studies in musical interpretation, 1995.
- Chopin: The piano concertos, 1997.
- Musical performance: a guide to understanding, 2002.
- Annotated catalogue of Chopin's first editions, avec Christophe Grabowski, 2010.
- Chopin studies 2, avec Jim Samson, 2004.
- The Cambridge companion to recorded music, avec Nicholas Cook, Daniel Leech-Wilkinson et Eric Clarke, 2009.